# Paul Wetterfors
Gustaf Paul Wetterfors, född den 1 december 1886 i Hjo, död den 1 oktober 1978 i Falun, var en svensk skolman.
Wetterfors avlade filosofisk ämbetsexamen vid Uppsala universitet 1909 och filosofie licentiatexamen där 1916. Han promoverades till filosofie doktor 1920. Wetterfors var amanuens vid fysiska institutionen i Uppsala 1911–1913 och lektor vid folkskoleseminariet i Falun 1922–1953.Han var fortsättningsskoleinspektör i Stockholm 1922–1924, ordförande i folkskolestyrelsen i Falun 1931–1956, i stadsfullmäktige 1935–1950 och i styrelsen för Hörselfrämjandet i Falun 1944–1957. Wetterfors publicerade Finn Malmgren, hans liv och arbete (1928), Fridtjof Nansen, polarforskaren och människovännen (1931, tysk upplaga 1934), Naturkunskapens gränser (1942), "Materien och människan" (i Kultur och kristendom, 1943), Stjärnor (1945, andra utvidgade upplagan 1955), ett flertal artiklar i Kunskapens bok, uppsater och recensioner i tidskrifter och tidningar med mera. Han blev riddare av Nordstjärneorden 1938.